# Trongsa
Trongsa (Dzongkha: ཀྲོང་གསར་རྫོང་ཁག་; Wylie-translitterering: Krong-gsar rdzong-khag); ibland Tongsa) är ett av Bhutans tjugo distrikt (dzongkha). Huvudstaden är Trongsa. 
Distriktet har cirka 13 419 invånare på en yta av 1 807 km².(2005)

## Administrativ indelning
Distriktet är indelat i fem gewog:
- Dragteng Gewog
- Korphu Gewog
- Langthil Gewog
- Nubi Gewog
- Tangsibji Gewog